# Андон Димов
Андон (Андо, Анте) Димов или Димев е български революционер, велешки войвода на Вътрешната македоно-одринска революционна организация.

## Биография
Андон Димов е роден във Велес, тогава в Османската империя. Завършва българското педагогическо училище в Скопие и става учител. Първоначално подкрепя Македоно-одринската организация на Борис Сарафов и заедно с Крум Зографов ръководи комитета на организацията във Велес. Нарежда заедно с Тодор Оровчанов убийството на Ризо Ризов, но терористът Лазо Христов не успява да го убие. Това води до разрив между върховисткия войвода Иван Наумов Алябака и вътрешния Стефан Димитров.
По-късно минава на страната на ВМОРО. В 1904 година преподава във Велес и е начело на околийския комитет на ВМОРО. Във Велес е начело на едната партия – на по-младите, противопоставяща се на пратията на търговеца Саздо Дерменджиев, директора на училищата Бано Кушев, дякон Давче Наков и търговеца Илия Кирков. Партиите са помирени от Гьорче Петров, който прави, комитет от трима души, в който влизат Димов и Кушев.
С цел борба със сърбоманията след заседание на революционните дейци през септември 1908 година е решено да се настоява пред митрополията Димов да бъде назначен за учител в азотското село Ореше, заедно с Никола Илиев в Папрадище, Александър Мартулков в Нежилово и Тодор Оровчанов в Ораов дол. Вследствие на усилията им населението на Азот започва постепенно да се връща към българщината. Активист е на Съюза на българските конституционни клубове. Заедно с представителите на другите политически групировки във Велес - на демократите Дачо Йотов и на социалдемокрагите Александър Мартулков, в 1910 година действат срещу Обезоръжителната акция на младотурците.
Умира след 1918 година.